# Meshik
La rivière Meshik est un cours d'eau d'Alaska, aux États-Unis situé dans le Borough de Lake and Peninsula.

## Description
Longue de 31 milles (50 km), elle prend sa source dans l'Aniakchak National Monument and Preserve et coule en direction de l'ouest jusqu'à la baie de Bristol, à 31 milles (50 km) au nord-est de Port Heiden.
Son nom eskimo était Mishik en 1905, elle a été référencée en Meshik par A.G. Maddren de l'United States Geological Survey.

## Sources
- (en) « Meshik », Geographic Names Information System